# Campeonato Mundial de Pádel
El Campeonato Mundial de Pádel (cuyo nombre oficial es FIP World Padel Championships) es una competición internacional de pádel que se disputa cada dos años desde 1992, siendo la primera edición celebrada en España en el recinto de la Exposición Universal de Sevilla y en el club Golf La Moraleja, en Alcobendas, Madrid. Este evento es organizado por la Federación Internacional de Pádel, y cuenta con una versión femenina y una versión masculina de dicho evento. Es el torneo más importante de pádel en el mundo a nivel selecciones/países. 
El equipo de Argentina es el conjunto que más ha ganado el torneo a lo largo de su historia, totalizando 12 veces en pádel masculino y 8 veces en pádel femenino. El campeón vigente de pádel masculino es Argentina, tras ganar 2-1 a España, mientras que en pádel femenino el actual campeón es España, que venció a Argentina 2-0.

## Resultados

### Campeonato del mundo de pádel masculino
| Año          | Sede              |           | Campeón | Final Resultado | Segundo lugar |        | Tercer lugar | 3.º y 4.º puesto Resultado | Cuarto lugar |
| 1992 Detalle | Madrid y Sevilla  | Argentina | 3:0     | España          | Uruguay       |        | Reino Unido  |                            |              |
| 1994 Detalle | Mendoza           | Argentina | 3:0     | España          | Uruguay       |        | Chile        |                            |              |
| 1996 Detalle | Madrid            | Argentina | 3:0     | España          | Brasil        | 2:1    | Uruguay      |                            |              |
| 1998 Detalle | Mar del Plata     | España    | 3:1     | Argentina       |               | Brasil | 3:0          | Chile                      |              |
| 2000 Detalle | Toulouse          | Argentina | 3:0     | España          | Brasil        |        | Uruguay      |                            |              |
| 2002 Detalle | México, D. F.     | Argentina | 3:0     | España          | Brasil        |        | México       |                            |              |
| 2004 Detalle | Buenos Aires      | Argentina | 3:0     | España          | Brasil        | 3:0    | Chile        |                            |              |
| 2006 Detalle | Murcia            | Argentina | 3:0     | Brasil          | España        |        | Chile        |                            |              |
| 2008 Detalle | Calgary           | España    | 3:0     | Argentina       | Brasil        |        | Chile        |                            |              |
| 2010 Detalle | Cancún            | España    | 2:1     | Argentina       | Brasil        | 3:0    | Chile        |                            |              |
| 2012 Detalle | Cancún            | Argentina | 2:1     | Brasil          | Paraguay      | 3:0    | Uruguay      |                            |              |
| 2014 Detalle | Palma de Mallorca | Argentina | 2:1     | España          | Paraguay      | 2:1    | Chile        |                            |              |
| 2016 Detalle | Cascais           | Argentina | 2:1     | España          | Brasil        | 3:0    | Uruguay      |                            |              |
| 2021 Detalle | Doha              | España    | 2:0     | Argentina       | Brasil        | 3:0    | Francia      |                            |              |
| 2022 Detalle | Dubái             | Argentina | 2:1     | España          | Francia       | 2:1    | Portugal     |                            |              |
| 2024 Detalle | Doha              | Argentina | 2:1     | España          | Portugal      | 2:0    | Italia       |                            |              |
|              |                   |           |         |                 |               |        |              |                            |              |

### Campeonato del mundo de pádel femenino
| Año          | Sede              |           | Campeón | Final Resultado | Segundo lugar |         | Tercer lugar | 3r y 4º puesto Resultado | Cuarto lugar |
| 1992 Detalle | Madrid y Sevilla  | Argentina | 3:0     | España          | Uruguay       |         | Reino Unido  |                          |              |
| 1994 Detalle | Mendoza           | Argentina | 3:0     | España          | Uruguay       |         | Paraguay     |                          |              |
| 1996 Detalle | Madrid            | Argentina | 3:0     | España          | Uruguay       | 2:1     | Brasil       |                          |              |
| 1998 Detalle | Mar del Plata     | España    | 2:1     | Argentina       |               | Uruguay | 2:1          | Brasil                   |              |
| 2000 Detalle | Toulouse          | España    | 3:0     | Argentina       | Brasil        |         | Uruguay      |                          |              |
| 2002 Detalle | México, D. F.     | Argentina | 2:1     | España          | México        | 3:0     | Uruguay      |                          |              |
| 2004 Detalle | Buenos Aires      | Argentina | 2:1     | España          | Brasil        | 3:0     | México       |                          |              |
| 2006 Detalle | Murcia            | Argentina | 2:1     | España          | Brasil        |         | México       |                          |              |
| 2008 Detalle | Calgary           | Argentina | 3:0     | España          | Brasil        |         | Francia      |                          |              |
| 2010 Detalle | Cancún            | España    | 2:1     | Argentina       | Brasil        | 3:0     | Francia      |                          |              |
| 2012 Detalle | Cancún            | Argentina | 3:0     | Brasil          | Francia       | 2:1     | Portugal     |                          |              |
| 2014 Detalle | Palma de Mallorca | España    | 3:0     | Argentina       | Portugal      | 3:0     | Italia       |                          |              |
| 2016 Detalle | Cascais           | España    | 3:0     | Argentina       | Brasil        | 2:1     | Suecia       |                          |              |
| 2018 Detalle | Asunción          | España    | 2:0     | Argentina       |               |         |              |                          |              |
| 2021 Detalle | Doha              | España    | 2:0     | Argentina       | Italia        | 2:1     | Francia      |                          |              |
| 2022 Detalle | Dubái             | España    | 2:0     | Argentina       | Italia        | 2:1     | Bélgica      |                          |              |
| 2024 Detalle | Doha              | España    | 2:0     | Argentina       | Italia        | 2:1     | Portugal     |                          |              |

## Títulos por país

### Pádel masculino
| País        | Campeón                                                                     | Subcampeón                                                      | Tercer puesto                                            | Cuarto puesto                                |
| ----------- | --------------------------------------------------------------------------- | --------------------------------------------------------------- | -------------------------------------------------------- | -------------------------------------------- |
| Argentina   | 12 (1992, 1994, 1996, 2000, 2002, 2004, 2006, 2012, 2014, 2016, 2022, 2024) | 4 (1998, 2008, 2010, 2021)                                      |                                                          |                                              |
| España      | 4 (1998, 2008, 2010, 2021)                                                  | 10 (1992, 1994, 1996, 2000, 2002, 2004, 2014, 2016, 2022, 2024) | 1 (2006)                                                 |                                              |
| Brasil      |                                                                             | 2 (2006, 2012)                                                  | 9 (1996, 1998, 2000, 2002, 2004, 2008, 2010, 2016, 2021) |                                              |
| Uruguay     |                                                                             |                                                                 | 2 (1992, 1994)                                           | 3 (1996, 2000, 2012, 2016)                   |
| Paraguay    |                                                                             |                                                                 | 2 (2012, 2014)                                           |                                              |
| Francia     |                                                                             |                                                                 | 1 (2022)                                                 | 1 (2021)                                     |
| Portugal    |                                                                             |                                                                 | 1 (2024)                                                 | 1 (2022)                                     |
| Chile       |                                                                             |                                                                 |                                                          | 7 (1994, 1998, 2004, 2006, 2008, 2010, 2014) |
| Reino Unido |                                                                             |                                                                 |                                                          | 1 (1992)                                     |
| México      |                                                                             |                                                                 |                                                          | 1 (2002)                                     |
| Italia      |                                                                             |                                                                 |                                                          | 1 (2024)                                     |

### Pádel femenino
| País        | Campeón                                                  | Subcampeón                                               | Tercer puesto                          | Cuarto puesto        |
| ----------- | -------------------------------------------------------- | -------------------------------------------------------- | -------------------------------------- | -------------------- |
| España      | 9 (1998, 2000, 2010, 2014, 2016, 2018, 2021, 2022, 2024) | 7 (1992, 1994, 1996, 2002, 2004, 2006, 2008)             |                                        |                      |
| Argentina   | 8 (1992, 1994, 1996, 2002, 2004, 2006, 2008, 2012)       | 9 (1998, 2000, 2010, 2014, 2016, 2018, 2021, 2022, 2024) |                                        |                      |
| Brasil      |                                                          | 1 (2012)                                                 | 6 (2000, 2004, 2006, 2008, 2010, 2016) | 2 (1996, 1998)       |
| Uruguay     |                                                          |                                                          | 4 (1992, 1994, 1996, 1998)             | 2 (2000, 2002)       |
| Italia      |                                                          |                                                          | 3 (2021, 2022, 2024)                   | 1 (2014)             |
| Francia     |                                                          |                                                          | 1 (2012)                               | 3 (2008, 2010, 2021) |
| México      |                                                          |                                                          | 1 (2002)                               | 2 (2004, 2006)       |
| Portugal    |                                                          |                                                          | 1 (2014)                               | 2 (2012, 2024)       |
| Reino Unido |                                                          |                                                          |                                        | 1 (1992)             |
| Paraguay    |                                                          |                                                          |                                        | 1 (1994)             |
| Suecia      |                                                          |                                                          |                                        | 1 (2016)             |
| Bélgica     |                                                          |                                                          |                                        | 1 (2022)             |